# Arkadiusz Rybak
Arkadiusz Rybak (ur. 14 czerwca 1973 w Sosnowcu) – regionalista i popularyzator dziedzictwa historycznego i kulturowego Zagłębia Dąbrowskiego, autorem kilkudziesięciu publikacji z zakresu historii i tradycji Zagłębia Dąbrowskiego. Prezes Towarzystwa Przyjaciół Dąbrowy Górniczej. 

## Życiorys
Absolwent Kulturoznawstwa na Wydziale Filologicznym Uniwersytetu Śląskiego. Od 1998 pracownik Muzeum Miejskiego Sztygarka w Dąbrowie Górniczej (m.in. na stanowisku kustosza), od października 2007 jego dyrektor. 
Członek Klubu Kronikarzy Zagłębia Dąbrowskiego im. Jana Przemszy-Zielińskiego i Stowarzyszenia Muzealników Polskich.
Autor wydawnictw książkowych:
- Z dziejów oświaty na terenie Strzemieszyc Małych 1820–2000[3]
- Państwowe górnictwo galmanu na terenie Dąbrowy Górniczej w XIX wieku[4]

Jako dyrektor Muzeum Miejskiego „Sztygarka” doprowadził do otwarcia dla zwiedzających kopalni ćwiczebnej, stworzył Park Militarno-Historyczny „Reduta” i zainicjował organizację corocznych festynów muzealnych. Jeden z pomysłodawców odbudowy Pomnika Żołnierza Zwycięzcy w Gołonogu, odtworzenia Krzyża Powstańczego w Dąbrowie Górniczej-Mariankach i upamiętnienia 11. Pułku Piechoty Zagłębiaków w centrum miasta.
W 2017 kapituła Towarzystwa Przyjaciół Dąbrowy Górniczej przyznała mu tytuł „Dąbrowianina Roku”.